# Wodór jako paliwo konwencjonalne
Wodór jako paliwo konwencjonalne – pojęcie stosowane w odniesieniu do funkcji wodoru jako nośnika energii uwalnianej pod wpływem procesu spalania (w przeciwieństwie np. do procesu łączenia wodoru i tlenu w ogniwach paliwowych).

## Charakterystyka
Wodór ma największą z paliw wartość opałową i ciepło spalania (w odniesieniu do masy). Ze względu na bardzo małą gęstość, wodór niekorzystnie prezentuje się na tle innych paliw, jeżeli wartości te zostaną odniesione do objętości. Z tego powodu wodór sprawdza się dobrze jako paliwo w przypadku pojazdów, w których masa odgrywa większą rolę niż objętość (np. rakietach lub statkach kosmicznych).
Wodór ma bardzo wysoki współczynnik dyfuzji w azocie (który jest głównym składnikiem powietrza) co skutkuje dużą szybkością płomienia.
Granice palności i wybuchowości wodoru przesunięte są silnie w kierunku końców skali, co skutkuje bardzo szerokim zakresem palności i wybuchowości mieszaniny wodoru i powietrza.
| Parametr                                 | Benzyna | Metan | Propan | Wodór |
| ---------------------------------------- | ------- | ----- | ------ | ----- |
| Ciepło parowania [kJ/kg]                 | 302     | 577   | 388    | 444   |
| Wartość opałowa [MJ/kg]                  | 44,4    | 50,0  | 46,4   | 120,0 |
| Ciepło spalania [MJ/kg]                  | 46,7    | 55,5  | 48,9   | 141,9 |
| Współczynnik dyfuzji w powietrzu [cm²/s] | 0,08    | 0,20  | 0,10   | 0,63  |
| Dolna granica palności [% obj.]          | 1       | 5     | 2      | 4     |
| Górna granica palności [% obj.]          | 6       | 15    | 10     | 75    |
| Dolna granica wybuchowości [% obj.]      | –       | –     | –      | 18,3  |
| Górna granica wybuchowości [% obj.]      | –       | –     | –      | 59    |
| Temperatura samozapłonu [°C]             | 222     | 534   | 466    | 585   |
| Energia zapłonu [mJ]                     | 0,25    | 0,30  | 0,25   | 0,02  |
| Prędkość płomienia [cm/s]                | 30      | 34    | 38     | 270   |

## Historia

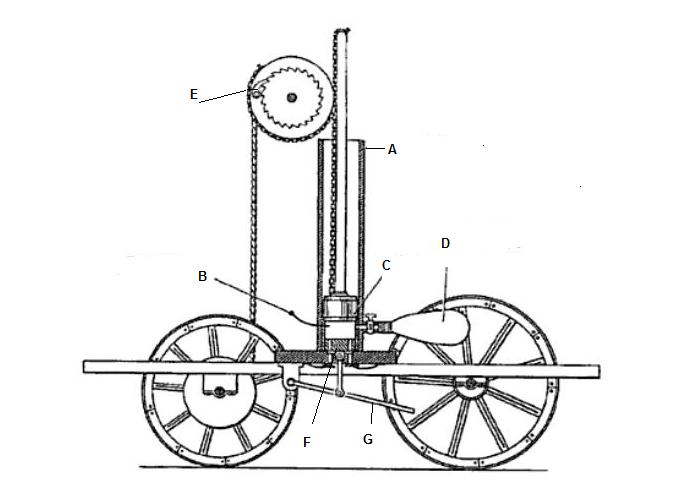
Pojazd de Rivaza

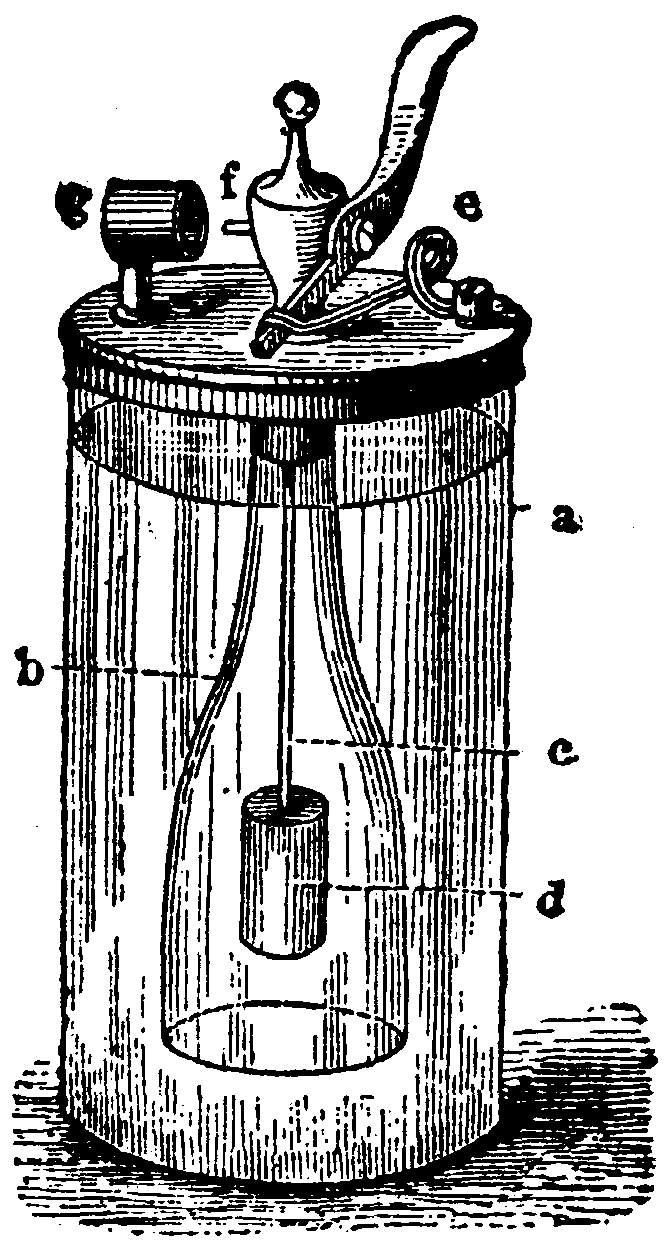
Lampa Döbereinera

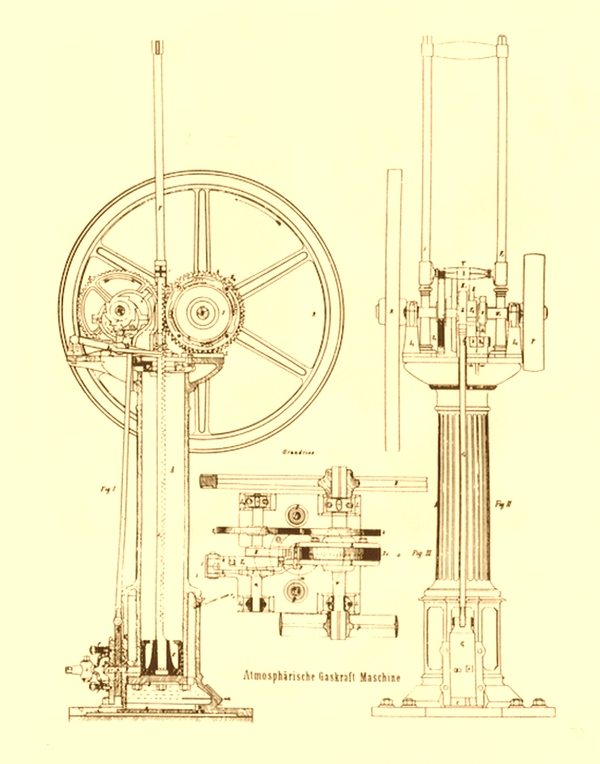
Silnik Otto i Langena z 1867

Pod koniec XVIII wieku rozpoczęła się w Europie rewolucja przemysłowa – szereg przemian, których konsekwencją było przejście od gospodarki opartej na rolnictwie i produkcji ręcznej do zautomatyzowanej produkcji przemysłowej (opierającej się głównie na mechanicznej produkcji fabrycznej na dużą skalę). Rozwój przemysłu, a w szczególności stosowanych w nim maszyn, spowodował, że po początkowym okresie dominacji drewna jako paliwa zaczęto szukać nowych, bardziej wydajnych źródeł energii.
W 1783 Antoine Lavoisier odkrył, że łatwopalny gaz powstały w reakcji metali z kwasem siarkowym jest odrębnym pierwiastkiem. Hydrogenium, jak został nazwany, ze względu na swoje właściwości świetnie nadawał się na paliwo. Część konstruktorów szybko dostrzegła jego zalety.
W 1807 szwajcarski konstruktor François Isaac de Rivaz zbudował pierwszy pojazd kołowy napędzany silnikiem wodorowym. Silnik de Rivaza był jednym z pierwszych silników o spalaniu wewnętrznym. Centralny element silnika stanowił cylinder z komorą spalania, w której poruszał się tłok. Wybuchająca w komorze mieszanka wodoru i powietrza wprawiała tłok w ruch. W kolejnych latach de Rivaz udoskonalił swój pojazd. W 1813 ukończył budowę pojazdu, którego długość wynosiła 6 metrów, waga prawie tonę a każdy ruch cylindra przesuwał pojazd o cztery do sześciu metrów.
W 1820 William Cecil opublikował traktat On the Application of Hydrogen Gas to produce a moving Power in Machinery, w którym opisał zalety silnika napędzanego wodorem.

Nie ma praktycznie żadnej operacji, która nie mogłaby być wykonana z wykorzystaniem zalet maszyn, jeżeli tylko znalezienie dogodnej i taniej metody wprowadzania w ruch owych maszyn byłoby możliwe. (...) Silnik, w którym wodór jest źródłem siły napędowej, ma na celu połączenie dwóch głównych zalet (silników napędzanych przy pomocy) wody i pary; aby być zdolnym do działania w każdym miejscu, bez opóźnień i wcześniejszego przygotowania. (...) Główna zasada działania tego silnika jest oparta na właściwości, którą posiada wodór zmieszany z powietrzem atmosferycznym, wybuchania po zapaleniu i wytwarzania próżni. Jeżeli dwie i pół miary objętościowe powietrza atmosferycznego zostaną zmieszane z jedną miarą wodoru, a następnie przyłożony zostanie ogień, mieszanka zwiększy swoją objętość ponad trzykrotnie.

Oprócz zastosowań w pojazdach łatwopalna natura wodoru znajdowała zastosowanie w innych dziedzinach. W 1823 niemiecki chemik Johann Wolfgang Döbereiner skonstruował lampę, która od nazwiska wynalazcy, nazywana jest Lampą Döbereinera. Lampa składała się z naczynia, w którym znajdował się stężony roztwór kwasu siarkowego. W kwasie tym zanurzony był walec wykonany z cynku. Cynk reagował z kwasem, w wyniku czego wytwarzany był gazowy wodór stanowiący paliwo.
Na początku drugiej połowy XIX wieku dwóch Włochów – matematyk Eugenio Barsanti i inżynier Felice Matteucci – eksperymentowali z silnikami o spalaniu wewnętrznym napędzanymi mieszanką wodoru i powietrza. Usprawnili oni rozwiązanie zastosowane w silniku de Rivaza – cylinder z komorą spalania i ruchomym tłokiem. Z czasem zaczęli stosować poziome tłoki połączone wałem. Udało im się również uzyskać kilka patentów.
W XIX wieku wodór był jednak jedną z wielu substancji, z którymi eksperymentowano. Z czasem wodór zaczął przegrywać z paliwami płynnymi i rozwój technologii wodorowych został wypchnięty z głównego nurtu. W 1867 w Paryżu Nikolaus Otto i Eugen Langen zaprezentowali silnik, w którym energia poruszanych tłoków przekazywana była poprzez zębatkę, nie mechanizm korbowy, jak to miało miejsce do tej pory. Silnik okazał się dużym sukcesem, co przełożyło się na sukces finansowy. Do 1878 konstruktorom udało się wypuścić na rynek prawie pięć tysięcy silników w różnych wersjach. Silnik nie był jednak napędzany czystym wodorem a gazem koksowniczym o zawartości wodoru ponad 50%. Koncepcje Otto i Langena znacznie przybliżyły konstrukcje silnika do współczesnej.
Pomimo ciągłego rozwoju technologia silników spalinowych napędzanych wodorem nie zanotowała znacznego skoku aż do lat 30. XX wieku. Wtedy to Rudolf Erren, niemiecki inżynier pochodzący z Górnego Śląska, opracował metodę wstrzykiwania wodoru do komory wypełnionej tlenem lub powietrzem. Było to zupełnie nowatorskie podejście w porównaniu z dotychczasowymi układami, w których do komory spalania wstrzykiwana była mieszanka wodoru z tlenem lub powietrzem. Rozwiązanie to pozwoliło na wyeliminowanie niekontrolowanych wybuchów w komorze spalania i ustabilizowanie pracy silnika. Rozwiązanie Errena miało jeszcze jedną zaletę: było możliwe do zastosowania w już istniejących silnikach. Szacuje się, że Errenowi i współpracownikom udało się przebudować w ten sposób kilka tysięcy silników.
Wraz z rozwojem techniki pojawiła się koncepcja zastosowania ciekłego wodoru. Jednym z pierwszych, którzy pracowali nad rozwojem tej koncepcji był właśnie Rudolf Erren. Zaprojektował on prototyp statku powietrznego, który miał być napędzany wodorem. Projekt nigdy nie został jednak zrealizowany.
Technologią ciekłego wodoru interesował się również Igor Sikorski, amerykański konstruktor rosyjskiego pochodzenia. W 1938 wygłosił on wykład na temat przyszłości tej technologii.

Jeżeli rozwinięta zostałaby metoda bezpiecznej i oszczędnej produkcji i magazynowania ciekłego wodoru na paliwo, skutkowałoby to wielką zmianą, szczególnie w dziedzinie lotnictwa długodystansowego. Umożliwiłoby to lot na około równika bez konieczności uzupełniania paliwa. Umożliwiłoby to również zwiększenie wydajności niemal każdego silnika.

### W literaturze
Zalety wodoru dostrzegli nie tylko sami konstruktorzy i inżynierowie, ale również wizjonerzy. W 1874 francuski pisarz Juliusz Verne, powszechnie uważany za jednego z protoplastów fantastyki naukowej, wydał książkę Tajemnicza wyspa, w której zawarł wizję wodoru jako źródła energii, które w przyszłości zdominuje technikę. Wizja Verne’a miała wpływ na przyszłych badaczy.

– Jakto! Wodę będą palili pod kotłami parowemi, wodą będą ogrzewali wodę?
– Tak, lecz wodą, rozłożoną na jej części składowe – odpowiedział inżynier – a rozłożoną, jak się zdaje, za pomocą elektryczności, która naówczas stanie się silną, potężną i posłuszną woli człowieka. Tak, moi przyjaciele, sądzę, że kiedyś woda będzie służyła za opał, że wodór i tlen, czy to każdy osobno, czy połączone razem, staną się niewyczerpanem źródłem tak silnego ciepła i światła, jakiego nie może wydać węgiel!

Innym dziełem, w którym opisana została wizja zastosowania wodoru jako paliwa był The Iron Pirate Maxa Pembertona. Zawiera ono opis statku bojowego wyposażonego w silnik napędzany wodorem, dzięki któremu mógł rozwijać ogromne prędkości.

Był to doprawdy wspaniały widok; trzy zestawy najpotężniejszych silników kiedykolwiek zainstalowanych w statku bojowym. Każdy z nich miał cztery cylindry o średnicy ośmiu cali; a każdy z nich był napędzany wodorem z ogromnych gazomierzy, które tworzyły uchwyty. Gaz był wytwarzany poprzez przepuszczanie pary ze względnie małego kotła przez złoże koksu i antracytowy piec (...).

### Lata II wojny światowej i okres powojenny
Wybuch wojny przestawił europejskie gospodarki na inne tory. Erren próbował wykorzystać pojawiającą się koniunkturę i opracował koncepcję torped z napędem wodorowym. Swój pomysł próbował sprzedać Brytyjczykom, jednak bez skutku. Podobną konstrukcję do silnika Errena zbudował w trakcie wojny radziecki technik wojskowy Borys Szeliszcz, który w trakcie oblężenia Leningradu w 1941 przerobił ponad 100 ciężarówek GAZ-AA tak, aby mogły być napędzane wodorem. Po zakończeniu wojny ceny ropy ponownie spadły, wskutek czego prace nad technologiami wodorowymi ustały na kilka lat.
Badania nad wodorem rozpoczęły się ponownie w latach 50. Jednak już nie samochody były w centrum uwagi naukowców, a rakiety i samoloty.
W latach 1956–1958 firma Lockheed Corporation pracowała nad prototypem samolotu napędzanego wodorem. Projekt miał nosić nazwę Sultan. Ostatecznie zdecydowano się jednak na zastosowanie konwencjonalnego paliwa, a projekt Suntan zarzucono.
Pierwszy udany start rakiety o napędzie wodorowo-tlenowym (silniki RL-10) odbył się 27 listopada 1963 na Przylądku Kennedy’ego (obecnie Przylądek Canaveral) na Florydzie. Była to rakieta o nazwie Atlas LV-3C Centaur-B. W Europie rakiety Ariane były wynoszone na orbitę przy pomocy silników napędzanych wodorem (np. silnika HM-7).
Termin „ekonomia wodoru” został po raz pierwszy użyty podczas dyskusji w General Motors w 1970. Jednak pomimo zapowiedzi finansowania nowych badań, wodór pozostawał poza głównym nurtem rozwoju technologii, jedynie od czasu do czasu powracając do szerszej dyskusji. Stało się tak np. w 1972, kiedy 22 sierpnia magazyn „Business Week” opublikował obszerny artykuł poświęcony rozwojowi technologii wodoru. Zostało to dostrzeżone przez naukowców i rządy, które na jakiś czas zwiększyły dotacje na badania i rozwój tego zagadnienia. Temat stał się jeszcze bardziej aktualny w trakcie Kryzysu paliwowego w 1973. Gdy jednak kryzys minął, wodór ponownie zniknął z głównych stron gazet.
Wodór ponownie znalazł się w centrum zainteresowania pod koniec lat 80. Zaczął się nim interesować również Związek Radziecki, czego przejawem była międzynarodowa konferencja poświęcona temu zagadnieniu w 1988 w Moskwie. Od tej pory nakłady na badania systematycznie rosły, jednak obejmowały one głównie ogniwa paliwowe. Jedynie nieliczne modele aut oparte były na silniku spalinowym. Należą do nich np. BMW 750hl (z 2002), BMW Hydrogen 7 (z 2007), BMW H2R (z 2007) oraz Mazda Premacy Hydrogen RE Hybrid (z 2007).

## Samochody na wodór jako paliwo konwencjonalne

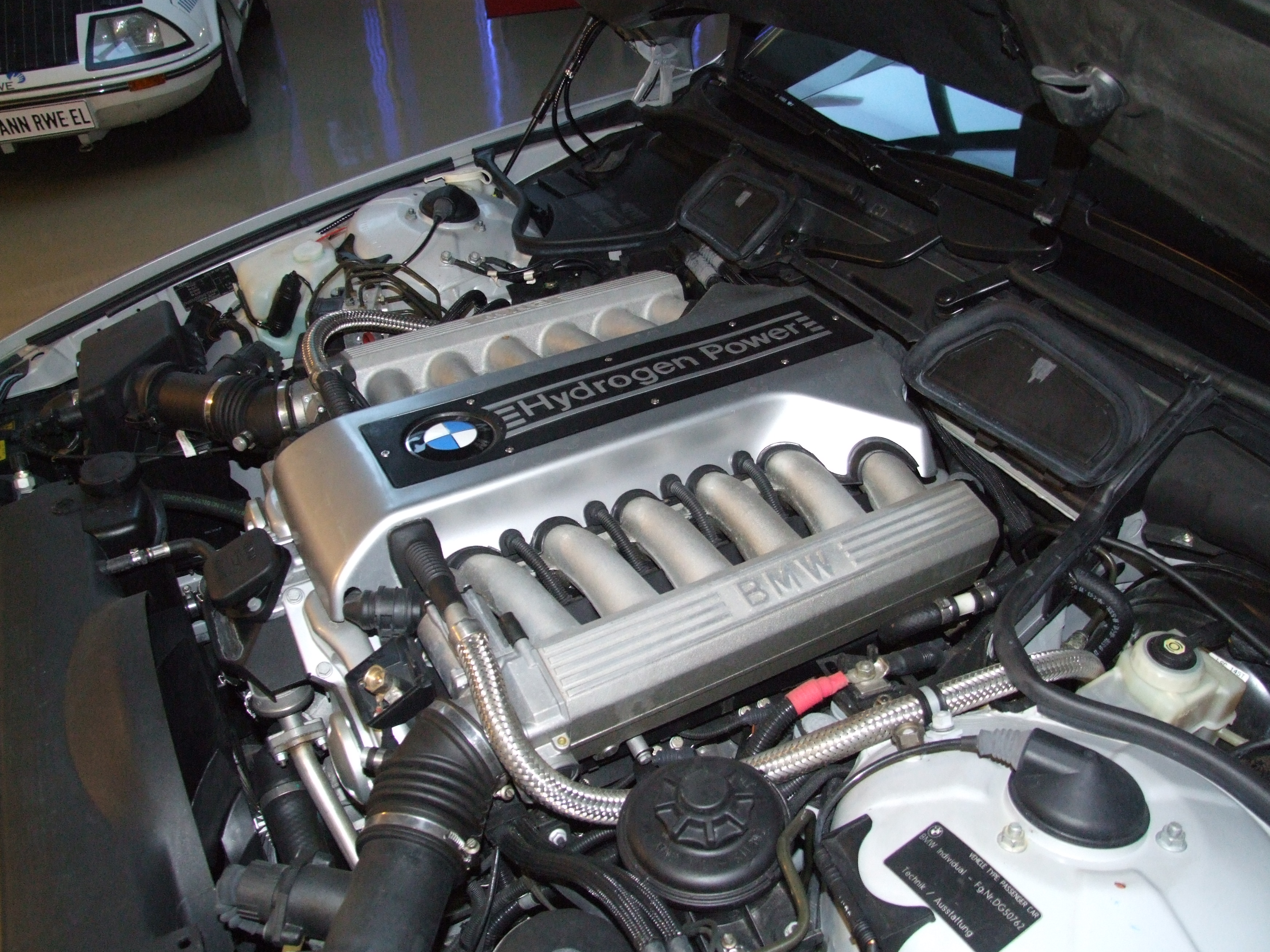
Dwunastocylindrowy silnik BMW Hydrogen 7

Poniższa lista przedstawia samochody na wodór z silnikiem o wewnętrznym spalaniu (ang. Hydrogen Internal Combustion Engine Vehicle, HICEV):
- Pojazd de Rivaza (1807)
- Hippomobile (1863)
- Mazda HR-X (1991)
- Mazda HR-X2 (1993)
- Mazda MX-5 Miata (1993)
- Mazda Capella Cargo (1995)
- BMW 750hl (2002)
- Mazda RX-8 Hydrogen RE (2003)
- F-250 Super Chief (2006)
- Ford E-450 H2ICE Shuttle Bus (2006)
- BMW Hydrogen 7 (2007)
- BMW H2R (2007)
- Premacy Hydrogen RE Hybrid (2007)